# Cheilosia personata
Cheilosia personata är en tvåvingeart som beskrevs av Friedrich Hermann Loew 1857. Cheilosia personata ingår i släktet örtblomflugor, och familjen blomflugor.
Artens utbredningsområde är Österrike. Inga underarter finns listade i Catalogue of Life.